# David Atiba Charles
David Atiba Charles (* 29. September 1977 in Point Fortin), auch kurz Atiba, ist ein ehemaliger Fußballspieler aus Trinidad und Tobago. Er nahm mit der Nationalmannschaft seines Heimatlandes an der Fußball-Weltmeisterschaft 2006 in Deutschland teil.

## Laufbahn
Der Abwehrspieler begann seine Karriere Ende der 1990er-Jahre beim Point Fortin Civic FC aus seiner Geburtsstadt. Zur Premierensaison der 1999 neu gegründeten Profiliga Trinidad und Tobagos wechselte er zur W Connection aus San Fernando, wo er bis 2006 bleiben sollte. Mit dem Verein feierte er in den folgenden Jahren einige nationale und internationale Erfolge. So wurde man während dieser Zeit unter anderem dreimal nationaler Meister und zweimal Pokalsieger und konnte 2002 und 2006 den Titel bei der Karibik-Klubmeisterschaft gewinnen. Als Stammspieler von W Connection schaffte Charles im Jahr 2003 erstmals den Sprung in die Fußballnationalmannschaft von Trinidad und Tobago. Mit dem Soca Warriors genannten Nationalteam nahm er 2005 auch am nordamerikanischen Kontinentalwettbewerb, dem Gold Cup in den USA teil. Charles brachte es jedoch nur zu einem Einsatz bei der 0:2-Niederlage im letzten Gruppenspiel gegen Kolumbien, die das Aus in der Vorrunde besiegelte. Auch in der erfolgreichen Qualifikation zur Weltmeisterschaft 2006 in Deutschland stand Charles viermal auf dem Platz. Bei der anschließenden ersten WM-Endrundenteilnahme seiner Nation musste Charles diesmal in allen drei Gruppenspielen auf der Bank Platz nehmen. Er war einer von nur vier Spielern aus der heimischen Liga, die für den endgültigen Kader nominiert wurden.
Unmittelbar nach der Weltmeisterschaft zog es Charles ins europäische Ausland, wo er im August 2006 einen Vertrag beim nordirischen Glenavon FC unterschrieb. Der Kontakt war durch den nordirischen Fußballspieler Aaron Black zustande gekommen, der kurz vorher ein Jahr an der Seite von Charles bei W Connection gespielt hatte. Charles erhoffte sich, den Wechsel als Sprungbrett in eine größere europäische Liga nutzen zu können. Mit einem starken Auftritt inklusive eigenen Tores beim Pokalsieg gegen den nordirischen Serienmeister Linfield FC gelang ihm ein guter Start beim neuen Verein. In der Folgezeit hatte Charles jedoch mit Verletzungen und Anpassungsschwierigkeiten an das irische Klima zu kämpfen, und auch sein gesamtes Team spielte eine schwache Saison. Schließlich kehrte Charles im Frühjahr 2007 nach einer Vertragsauflösung seitens des Vereins enttäuscht zurück in seine Heimat.
Zurück in Trinidad und Tobago schloss er sich erneut W Connection an, wo er ein weiteres Jahr blieb. Im Frühjahr 2008 verließ Charles ein zweites Mal seine Heimat und wechselte zu den US-amerikanischen Rochester Rhinos in die zweitklassige USL First Division. Charles kam nach seinem Wechsel auf Anhieb zu fünf Ligaeinsätzen für das Fußball-Franchise aus dem Bundesstaat New York, zog sich jedoch bald eine schwere Verletzung zu. Er nutzte die Zeit, um sich nebenbei ein Geschäft mit dem Vertrieb des Energydrinks Crunk aufzubauen.  Charles bekräftige in dieser Zeit den Wunsch, ins Nationalteam zurückzukehren, tatsächlich blieben eine Reihe von Freundschaftsspielen nach der WM 2006 jedoch seine letzten Einsätze im Nationaltrikot. Insgesamt lief er 23 Mal für die Soca Warriors auf.
In seiner Zeit in den USA endete auch Charles’ Karriere auf Vereinsebene. Später gab er in seinem Heimatland kurze Comebacks bei Morvant Caledonia United aus der ersten nationalen Liga und beim unterklassigen Petit Valley United aus Diego Martin.